# Paro (cidade)

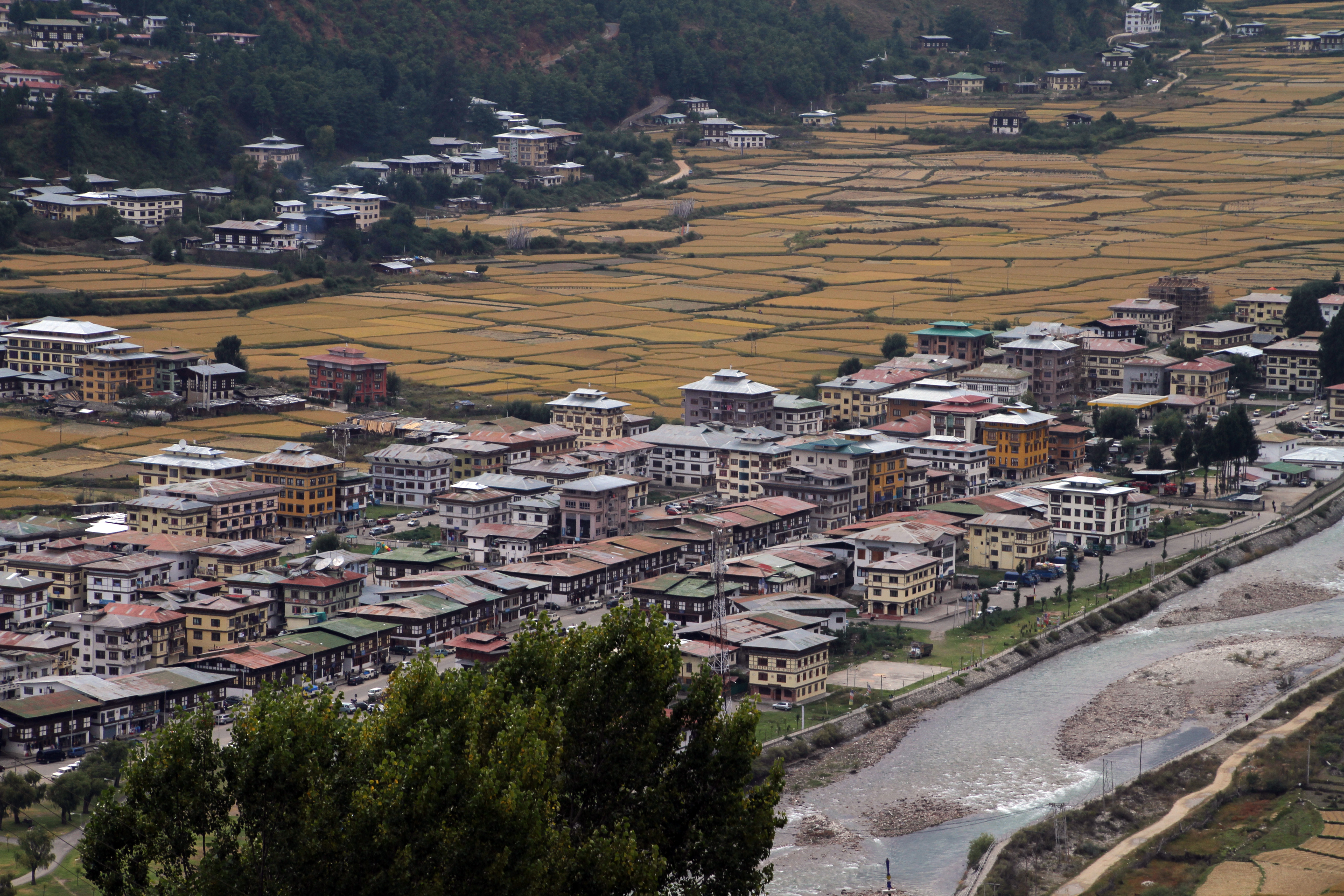
Paro

Paro é uma cidade no reino de Butão. Ali se encontra o único aeroporto deste país, com um formoso terminal de tetos verdes onde chega a Druk Air, a linha aérea nacional de Butão desde Índia e outros países vizinhos.
A cidade de Paro fica a quarenta quilômetros da cidade de Thimbu. O terreno alto, chega a ter mais de mil e setecentos pés, dificultando o voo de aeronaves sem pressurização. 